# Buřenice
Buřenice (en allemand : Burschenitz) est une commune du district de Pelhřimov, dans la région de Vysočina, en République tchèque. Sa population s'élevait à 206 habitants en 2020.

## Géographie
Buřenice se trouve à 11 km au nord-nord-est de Pacov, à 18 km au nord-ouest de Pelhřimov, à 42 km à l'ouest-nord-ouest de Jihlava à 74 km au sud-est de Prague.
La commune est limitée par Vyklantice et Křešín au nord, par Košetice et Arneštovice à l'est, par Hořepník au sud-est et au sud, et par Lesná et Útěchovice pod Stražištěm à l'ouest.

## Histoire
La première mention écrite de la localité date de 1280.

## Administration
La commune se compose de quatre quartiers :
- Buřenice
- Babice
- Kyjov
- Radějov